# Cephalops grootaerti
Cephalops grootaerti är en tvåvingeart som beskrevs av De Meyer 1990. Cephalops grootaerti ingår i släktet Cephalops och familjen ögonflugor.
Artens utbredningsområde är Ontario. Inga underarter finns listade i Catalogue of Life.